# میودیو
میودیو (به انگلیسی: Miodio) گروه موسیقی سن مارینویی است.
آن ها در مسابقه آواز یوروویژن ۲۰۰۸ نماینده سن مارینو بودند.